# Bryum duplicatum
Bryum duplicatum är en bladmossart som beskrevs av Brotherus 1900. Bryum duplicatum ingår i släktet bryummossor, och familjen Bryaceae. Inga underarter finns listade i Catalogue of Life.